# Alexander Jelkov
Alexander Jeltkov (Canadá, 25 de febrero de 1978) es un gimnasta artístico canadiense, especialista en la prueba de barra horizontal con la que ha llegado a ser subcampeón del mundo en 1999.

## 1999
En el Mundial de Tianjin 1999 consigue la medalla de plata en la prueba de barra fija o barra horizontal, tras el español Jesús Carballo (oro) y por delante del chino Yang Wei (bronce).